# Lukas Maase
Lukas Maase (* 28. August 1998 in Dresden) ist ein deutscher Volleyballspieler. Der Mittelblocker und ehemalige Diagonalangreifer gab 2019 sein Debüt in der Nationalmannschaft. Mit dem VfB Friedrichshafen gewann er 2022 den DVV-Pokal.

## Karriere
Maase kam durch seinen Vater zum Volleyball und begann im Alter von sieben Jahren mit dem Sport. Er wurde am Sportgymnasium Dresden ausgebildet und spielte ab 2006 beim VC Dresden. Er gewann mit Dresden mehrere Medaillen bei deutschen Jugendmeisterschaften und stieg in die zweite Bundesliga auf. Mit der deutschen Juniorennationalmannschaft nahm er 2015 an der U19-Weltmeisterschaft in Argentinien teil. 2016 erreichte der Mittelblocker mit den Junioren bei der U20-Europameisterschaft in Bulgarien den sechsten Platz. Nach dem Abstieg des VC Dresden aus der zweiten Bundesliga wechselte er zu GSVE Delitzsch.
2018 wurde Maase vom Bundesligisten SWD Powervolleys Düren verpflichtet. Mit der Mannschaft erreichte er das Halbfinale im DVV-Pokal 2018/19 und das Viertelfinale in den Bundesliga-Playoffs. Im Frühjahr 2019 wurde er zunächst in die deutsche B-Nationalmannschaft berufen, bevor Bundestrainer Andrea Giani ihn dann für das Turnier der Nations League in Brasilien nominierte. Dort gab er am 23. Juni sein Debüt in der A-Nationalmannschaft. Im DVV-Pokal 2019/20 kam Maase mit den SWD Powervolleys ins Finale, das die Mannschaft gegen die Berlin Recycling Volleys verlor. Als die Bundesliga-Saison kurz vor den Playoffs abgebrochen wurde, stand Düren auf dem sechsten Tabellenplatz.
2020 wechselte Maase zum Ligakonkurrenten VfB Friedrichshafen, wo er als Diagonalangreifer eingesetzt wurde. Mit Friedrichshafen unterlag er im DVV-Pokal 2020/21 im Halbfinale gegen Frankfurt und wurde nach der Niederlage im Playoff-Finale gegen Berlin deutscher Meister. 2021/22 gewann er mit dem VfB den DVV-Pokal, musste sich aber im Playoff-Finale erneut Berlin geschlagen geben. Danach wechselte er zur SVG Lüneburg. Mit Lüneburg schied er 2022/23 im Pokal-Viertelfinale aus und musste sich in den Bundesliga-Playoffs demselben Gegner geschlagen geben.
2023 wechselte Maase zum französischen Erstligisten Paris Volley. Im Herbst 2023 schaffte er mit der Nationalmannschaft die Qualifikation für die Olympischen Spiele 2024. Beim Turnier erreichte er mit dem deutschen Team das Viertelfinale gegen Frankreich, das im Tiebreak verloren ging. 2024 wechselte er innerhalb der französischen Liga zu Chaumont Volley-Ball 52.

## Familie
Lukas Maases Schwester Rica Maase ist ebenfalls ein Volleyball-Profi.